# Per Andreasson
Per Rickard Henrik Andreasson, född 18 februari 1981 i Mariefred, är en svensk musiker, trummis, sångare och kompositör. Han är grundare av det svenska rockbandet Royal Republic.

## Biografi
Per Andreasson har studerat på Musikhögskolan i Malmö. År 2007 han bildade tillsammans med tre studiekamrater – sångaren Adam Grahn, basisten Jonas Almén och gitarristen Hannes Irengård – rockbandet Royal Republic. Med Royal Republic han gett ut fyra studioalbum: Under 2010 debutalbumet We Are The Royal, under 2012 Save The Nation, under 2014 Royal Republic and the Nosebreakers, under 2016 Weekend Man och under 2019 Club Majesty. Rockbandet spelar på festivaler och klubbar i Europa och USA, till exempel Rock am Ring, Rock im Park  och Highfield-Festivalen. Bandet Royal Republic har kontrakt med  Vertigo /  Universal Music.

## Diskografi
En detaljerad diskografi finns i artikeln Royal Republic.